# Dent de dragon

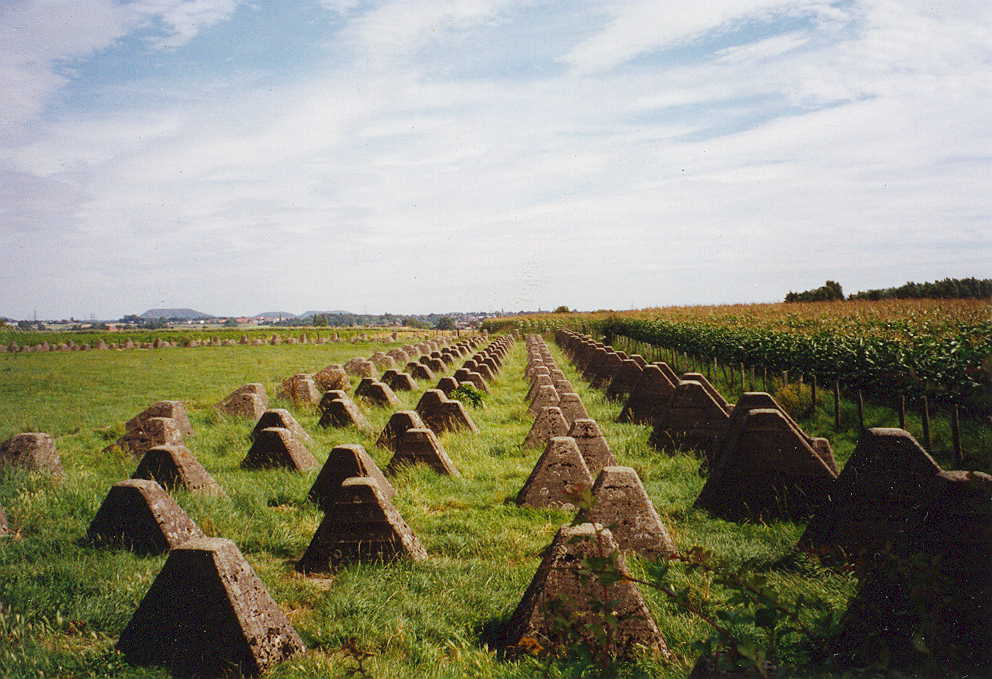
Dents de dragon de la ligne Siegfried, près d'Aix-la-Chapelle en Allemagne.

Les dents de dragon sont un moyen de défense antichar destinés à entraver la progression des engins motorisés. Ils sont constitués de blocs de béton de forme pyramidale. 

## Principe
L’idée est de ralentir et de canaliser les chars dans des zones de mise à mort où ils pourraient facilement être éliminés par des armes antichars.

## Critiques
Selon Alexandre Vautravers, rédacteur en chef de la Revue militaire suisse, les « caractéristiques techniques [des dents de dragon] ont une importance relative : ce qui compte est la doctrine utilisée. Autrement dit, les objets ont des qualités propres, mais ils doivent être intégrés dans un dispositif plus large. » Elles doivent être utilisées en soutien d'autres systèmes de défense tels que des casemates, des mines et des pièces d'artillerie.

## Histoire

### Seconde Guerre mondiale

#### Allemagne
Ils furent employés sur les lignes de fortifications tels que la ligne Siegfried,, ou le Mur de l'Atlantique,,.

#### France
Des dents de dragons furent installés sur la ligne Maginot.

#### Italie
Des dents de dragons furent installés sur le mur alpin.

#### Royaume-Uni

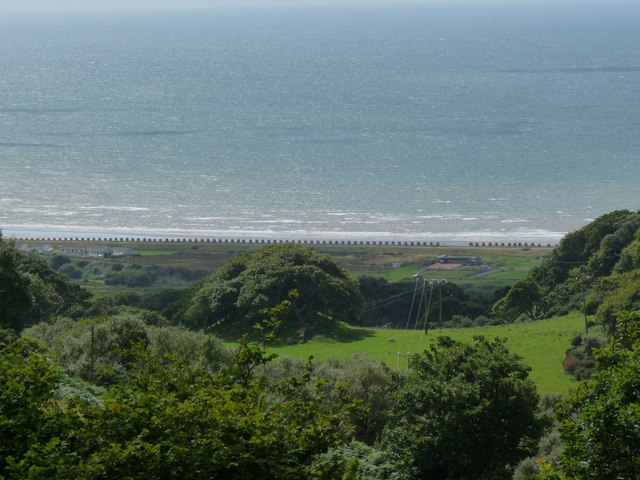
Des dents de dragon de la Seconde Guerre mondiale à Fairbourne Beach, au Pays de Galles, en 2009, conçues pour empêcher les chars de débarquer

Beaucoup ont été posés au Royaume-Uni en 1940-1941, dans le cadre de l’effort visant à renforcer les défenses du pays contre une éventuelle invasion allemande.

#### Suisse
De très nombreuses lignes d'obstacles antichars furent aussi construites en Suisse entre 1937 et 1941. La forme triangulaire des blocs de béton constituant ces obstacles les fit surnommer Toblerone, en référence à la marque de chocolats. La ligne fortifiée de la Promenthouse, érigée des rives du lac Léman au pied du Jura et qui compte plus de 2 700 blocs de béton de neuf tonnes sur une longueur de quelque dix kilomètres, est aujourd’hui connue sous le nom de ligne des Toblerones.

### Guerre de Corée
Des dents de dragon sont présentes dans certaines zones le long de la frontière de la zone démilitarisée coréenne.

### Invasion de l'Ukraine
Pendant l'invasion de l'Ukraine par la Russie en 2022, une ligne de défense surnommée « ligne Wagner », comportant des dents de dragon est mise en place par le groupe paramilitaire russe Wagner,,,.

### Fortification de la frontière russo-polonaise
En février 2023, la Pologne a commencé à fortifier sa frontière avec Kaliningrad avec des dents de dragon. Cette décision est prise en raison de l’insécurité que le pays ressentait à propos de commentateurs comme Dmitri Medvedev, qui a lancé l’idée de « repousser » les frontières polonaises lors du premier anniversaire de l’invasion russe de l’Ukraine en 2022. Quelques semaines plus tard, les autorités polonaises ont décidé de fortifier également leur frontière avec la Biélorussie. Cela s’ajoute à la clôture frontalière que les Polonais ont achevée en octobre 2022.

## Galerie

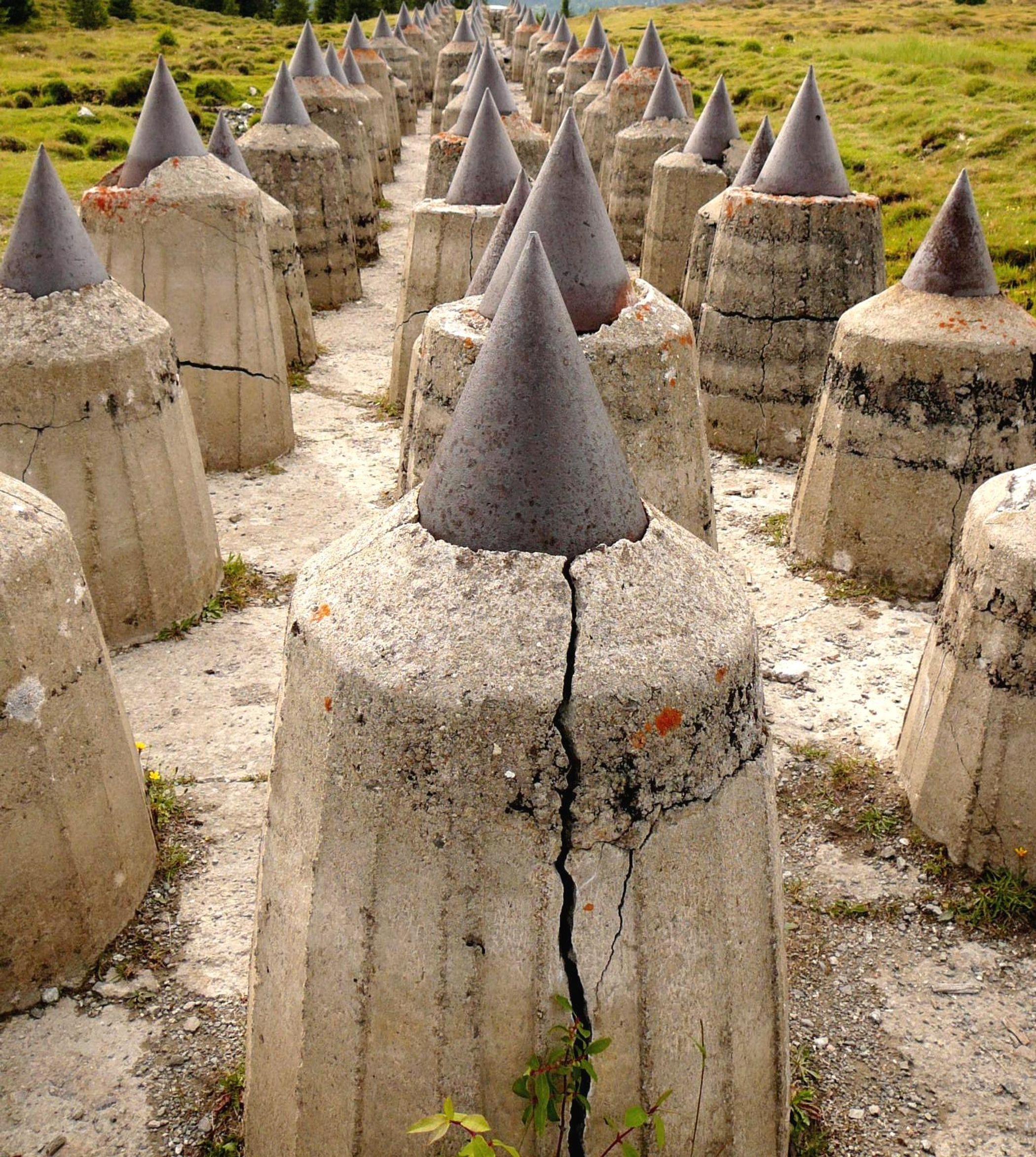
Dents de dragon installées sur le mur alpin en Italie.
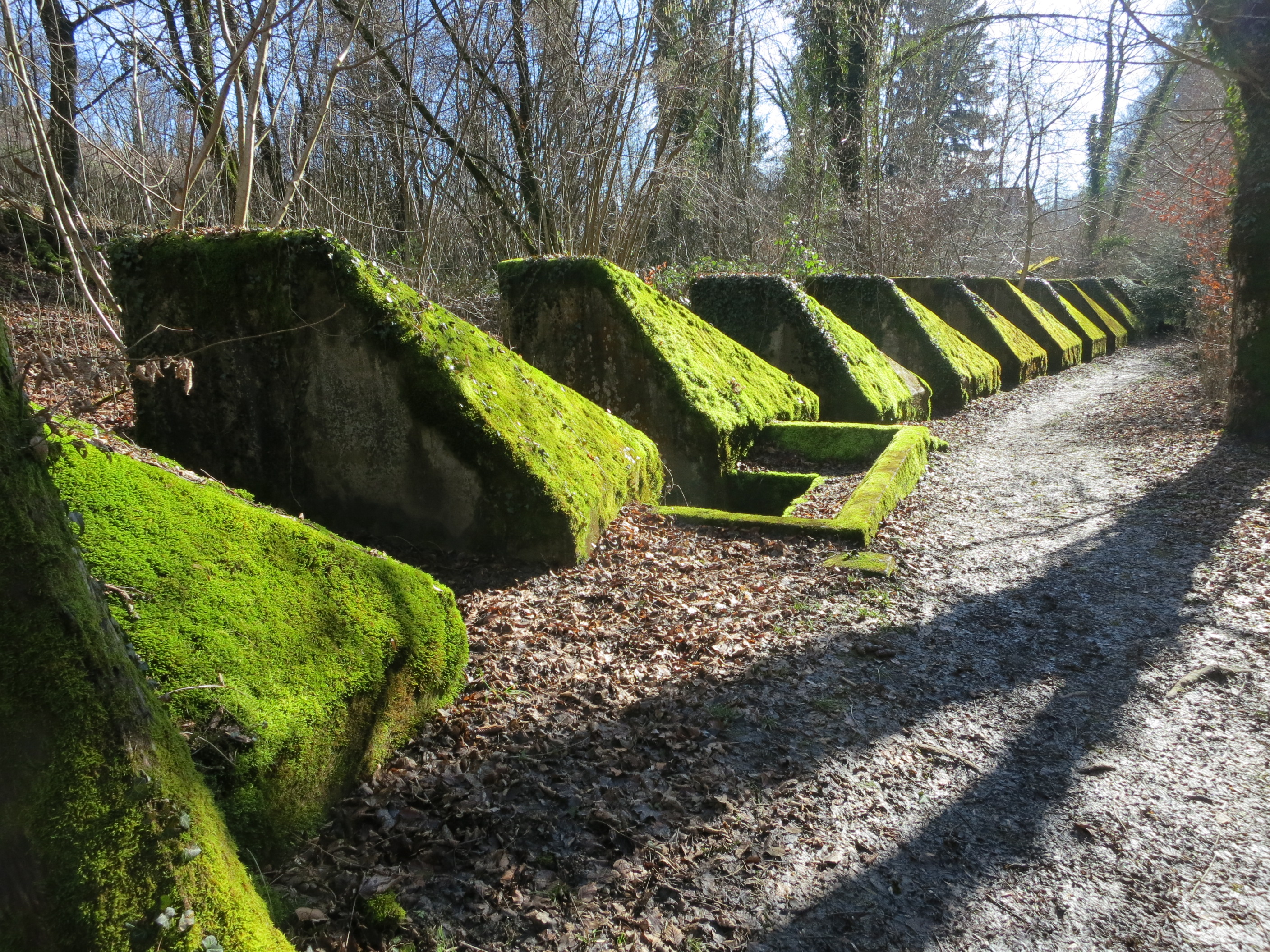
Toblerones de la ligne fortifiée de la Promenthouse en Suisse.
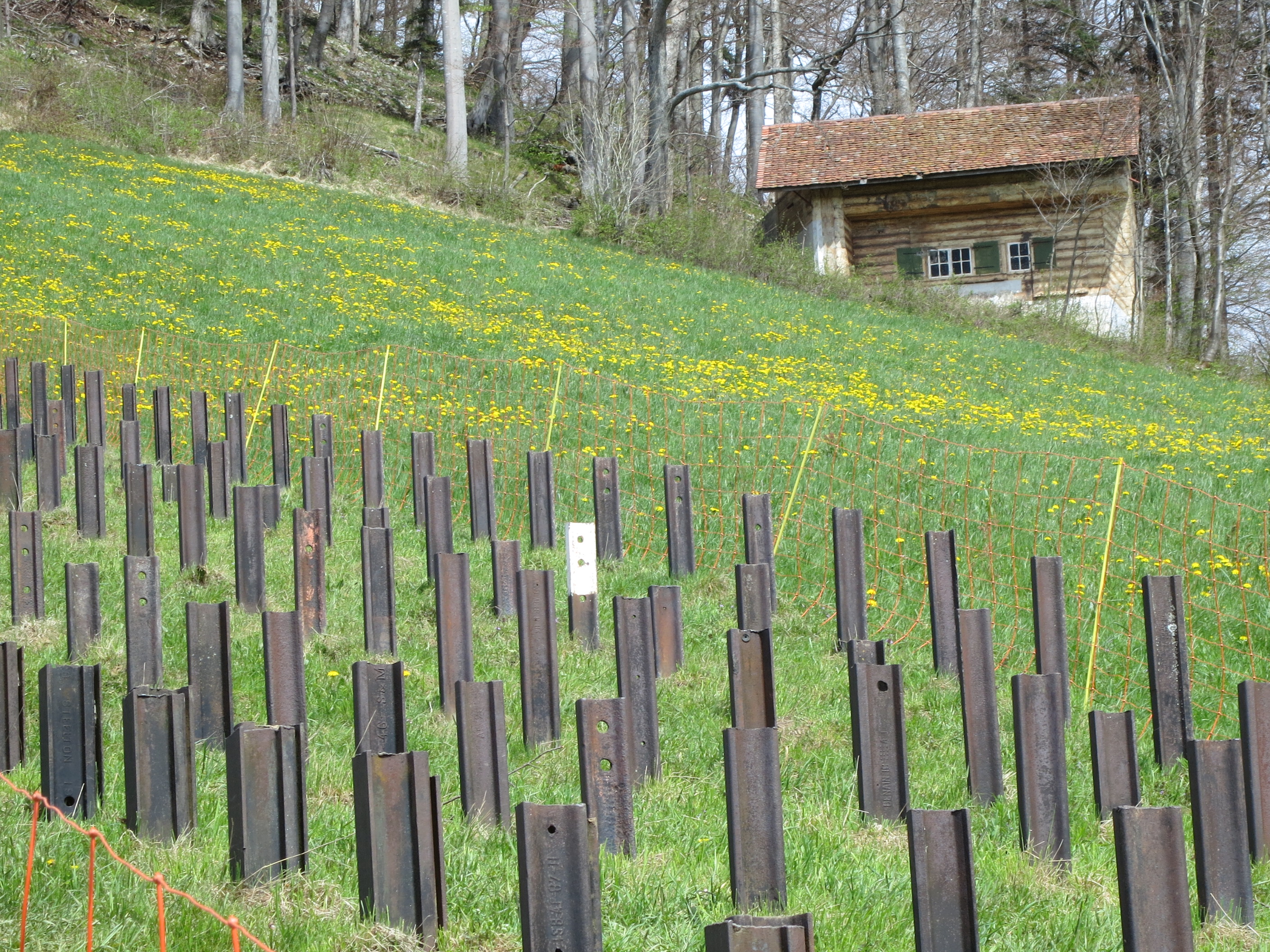
Barrage antichars suisse fait de rails, battu ici par un fortin d'infanterie camouflé en maison.
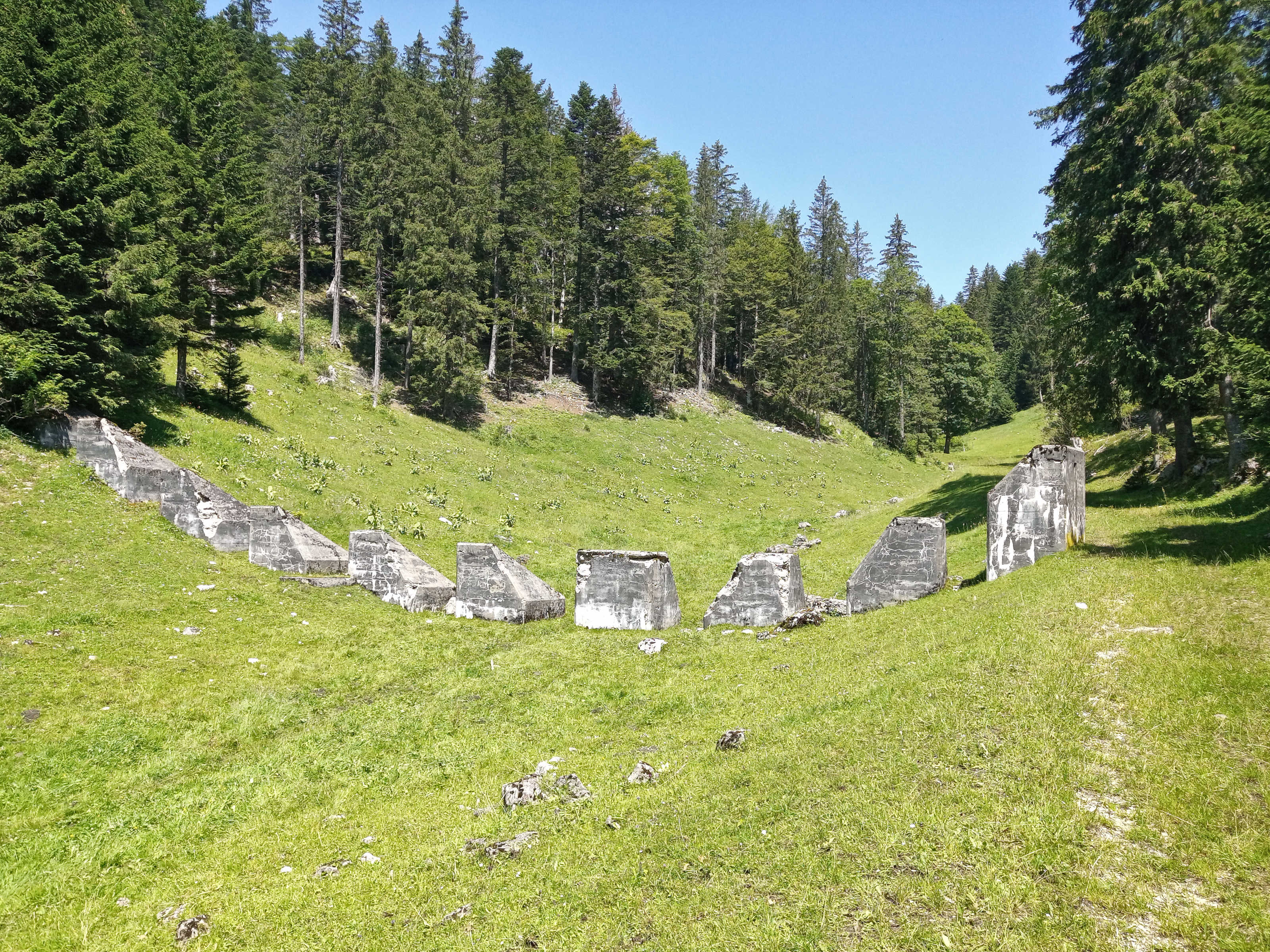
Petit vallon peu accessible dans le Jura en Suisse, en dessus de la commune de Montricher, avec une simple rangée de Toblerones.

## Référence
1. ↑  « Voici à quoi servent les «dents de dragon» des mercenaires de Poutine », sur watson.ch/fr (consulté le 19 mai 2023).
2. ↑  Joe Wilson, The 761st "Black Panther" Tank Battalion in World War II: an illustrated history of the first African American Armored Unit to see combat, McFarland, 1999 (ISBN 978-0-7864-0667-8)
3. ↑  « Baptism of Fire on the Siegfried Line By Pfc Roy Bohner 1st Rifle Platoon B Co 55th AIB », sur 11tharmoreddivision.com (consulté le 18 mai 2023).
4. ↑  Emiel W. Owens, Blood on German snow: an African American artilleryman in World War II and beyond, Texas A & M University Press, coll. « Texas A & M University military history series », 2006 (ISBN 978-1-58544-537-0)
5. ↑  Luc Brauer, « Les défenses du Mur de l'Atlantique », sur museegrandbunker.com (consulté le 29 septembre 2021).
6. ↑  « Sur les traces du débarquement à Sword beach », sur caenlamer-tourisme.fr (consulté le 29 septembre 2021).
7. ↑  « Historique du mur de l'atlantique », sur atlantikwall.pagesperso-orange.fr (consulté le 29 septembre 2021).
8. ↑  [PDF] « Position de barrage Promenthouse », DDPS, Monuments militaires dans les cantons de Vaud et Genève, 2006, p. 28.
9. ↑  « The antitank barricades that dot the landscape in border towns near DMZ », sur english.hani.co.kr (consulté le 18 mai 2023).
10. ↑  Diane Regny, « Guerre en Ukraine : Des dents de dragon pour une défense « en profondeur » ou un compromis en catimini ? », sur 20minutes.fr, 8 novembre 2022.
11. ↑  (en) « UK intelligence: Russia builds 'dragon's teeth' anti-tank structures in occupied Mariupol », sur Kyiv Independent, 8 novembre 2022 (consulté le 18 mai 2023).
12. ↑  (en-US) onlyfactsplease, « Ukraine’s Longest Day », sur Ukraine Today .org, 19 avril 2023 (consulté le 18 mai 2023).
13. ↑  « https://twitter.com/Tatarigami_UA/status/1645651237415575553 », sur Twitter (consulté le 18 mai 2023).
14. 1 2 3  (en-US) News Room, « Poland commenced the emplacement of anti-tank caltrops along the frontier with Belarus. », sur The Eastern Herald, 10 mars 2023 (consulté le 18 mai 2023).
15. ↑  (en) Andrew Osborn et Caleb Davis, « Medvedev floats idea of pushing back Poland's borders », Reuters,‎ 24 février 2023 (lire en ligne, consulté le 18 mai 2023)